# 李冽理
李 冽理（リ レツリ、朝鮮語: 리렬리）、英語: Ryol-Li Lee、1982年5月20日 - ）は、在日韓国人3世の日本の元プロボクサー。大阪府門真市出身、横浜光ボクシングジム所属。第56代日本フェザー級王者、元WBA世界スーパーバンタム級王者、第43代OPBF東洋太平洋フェザー級王者。

## 来歴
大阪朝鮮高級学校でボクシングを始め、2年次に全国高等学校ボクシング選抜大会・バンタム級で優勝。朝鮮大学体育学部に進学し、4年次の2004年11月に全日本アマチュアボクシング選手権大会・ライト級で準優勝となった。2005年、徳山昌守の薦めもあり、横浜光ボクシングジムに入門した。
2005年9月20日、6回戦でプロデビューし、3回KO勝利を収めた。
2007年4月23日、8戦目で日本スーパーフェザー級9位の竜宮城（現・宮城竜太）と対戦するが7R負傷判定で0-3で敗れ、初の敗戦となる。
2007年10月31日、A級トーナメントで円谷篤史（アベ）を6R、TKO勝ちで下しA級トーナメントに優勝する。
2009年7月18日、第51代日本フェザー級王者・第38代OPBF東洋太平洋フェザー級王者の2タイトルを持っており、WBA世界フェザー級8位にランクインしていた榎洋之（角海老宝石）と対戦、戦前の不利の予想を覆し2-1の判定勝ちで下し世界ランク入りを果たした。
2009年11月13日、ビッグエム・オーブーンチャイ（タイ）と対戦し、3回TKO勝利で前哨戦を無難にこなした。
2010年2月6日、日本フェザー級王座決定戦でWBA世界フェザー級14位として日本同級1位高山和徳（船橋ドラゴン）と対戦し3-0の判定勝ちを収め王座を獲得した。同年6月5日、1位の天笠尚（山上）と対戦し、3-0（97-94、98-93、98-93）の判定で初防衛に成功した。
2010年8月30日、同年10月2日にWBA世界スーパーバンタム級レギュラー王者プーンサワット・クラティンデーンジム（タイ）に挑戦することが発表された。世界王座挑戦に伴い、日本王座は同月に返上した。東京都文京区の後楽園ホールにて行われた同試合を12ラウンドフルに戦い抜き、3-0の判定で勝利して王座を獲得した。
2010年10月、WBA世界スーパーバンタム級スーパー王者のセレスティーノ・カバジェロが王座を返上したため、李は正規王者に認定された。
2011年1月31日、東京・有明コロシアムで6位の下田昭文を挑戦者に迎えての初防衛戦。激しい打ち合いに終始するも、自身も1度のダウンを奪ったものの計3度のダウンを奪われ0-3の判定負け。防衛に失敗し、4か月弱で世界王座を手放した。
2011年8月6日、後楽園ホールで再起戦。元日本スーパーバンタム級王者福原力也とフェザー級ノンタイトル10回戦を行い、5回TKO勝ち。
2012年2月14日、後楽園ホールで元日本スーパーバンタム級王者木村章司とフェザー級ノンタイトル10回戦を行い1-2の判定で敗れた。
2012年6月11日、後楽園ホールで竹中良とフェザー級ノンタイトル8回戦を行い、5回1分15秒TKO勝ちを収めた。
2013年2月20日、後楽園ホールで行われた大沢宏晋の王座剥奪に伴うOPBF東洋太平洋フェザー級王座決定戦でフィリピンGABフェザー級王者シリロ・エスピノと対戦し、1-1（112-116、115-113、114-114）の判定で引き分けた為、王座獲得に失敗した。
2013年6月28日、後楽園ホールで行われた前回の引き分けで空位のままとなっていたOPBF東洋太平洋フェザー級王座決定戦でOPBF東洋太平洋同級5位の石川昇吾と対戦し、3-0（116-113、116-112、117-112）の判定勝ちを収め、4ヵ月前に獲得に失敗したOPBF東洋太平洋フェザー級王座の獲得に成功した。
2013年、後楽園ホールで行われたOPBF東洋太平洋フェザー級王座の初防衛戦として日本王者となった天笠尚を迎え撃つが、激しい打撃戦の末、0-3（112-116×2、113-115）の判定で敗れ初防衛に失敗。
その後、引退し飲食店での修行を経て自身の飲食店をオープンした。

## 戦績
- アマチュアボクシング：55戦47勝 (25KO・RSC) 8敗
- プロボクシング：26戦20勝 (10KO) 4敗2分

| 戦           | 日付           | 勝敗 | 時間 | 内容         | 対戦相手                                 | 国籍       | 備考           |
| ------------ | -------------- | ---- | ---- | ------------ | ---------------------------------------- | ---------- | -------------- |
| 1            | 2005年09月20日 | ☆    | 3R   | KO           | 村上和樹（守口東郷）                     | 日本       | プロデビュー戦 |
| 2            | 2005年10月20日 | ☆    | 3R   | TKO          | モンコンチャイ・シンマナサック           | タイ       |                |
| 3            | 2006年02月11日 | △    | 8R   | 判定 1-1     | 大谷広和（ワタナベ）                     | 日本       |                |
| 4            | 2006年05月23日 | ☆    | 8R   | 判定 3-0     | 田中トモ（宮田）                         | 日本       |                |
| 5            | 2006年09月02日 | ☆    | 4R   | TKO          | ナイトンデーン・バーンヌアドバエンボラン | タイ       |                |
| 6            | 2006年10月30日 | ☆    | 8R   | 判定 3-0     | 伊佐主税（沖縄ワールドリング）           | 日本       |                |
| 7            | 2007年02月05日 | ☆    | 8R   | 判定 3-0     | ヨドモンコン・シンマナサック             | タイ       |                |
| 8            | 2007年04月23日 | ★    | 7R   | 負傷判定 0-3 | 竜宮城（沖縄ワールドリング）             | 日本       |                |
| 9            | 2007年08月29日 | ☆    | 5R   | TKO          | 田代征史郎（トクホン真闘）               | 日本       |                |
| 10           | 2007年10月31日 | ☆    | 6R   | TKO          | 円谷篤史（アベ）                         | 日本       |                |
| 11           | 2008年01月19日 | ☆    | 8R   | 判定 3-0     | 円谷篤史（アベ）                         | 日本       |                |
| 12           | 2008年07月05日 | ☆    | 8R   | 判定 3-0     | 加治木了太（大鵬）                       | 日本       |                |
| 13           | 2008年11月17日 | ☆    | 1R   | KO           | ブリーラム・ポーパランチャイ             | タイ       |                |
| 14           | 2009年03月18日 | ☆    | 5R   | TKO          | ダオチャイ・シッスーイ                   | タイ       |                |
| 15           | 2009年07月18日 | ☆    | 10R  | 判定 2-1     | 榎洋之（角海老宝石）                     | 日本       |                |
| 16           | 2009年11月13日 | ☆    | 3R   | TKO          | ビッグエム・オーブーンチャイ             | タイ       |                |
| 17           | 2010年02月06日 | ☆    | 10R  | 判定 3-0     | 高山和徳（船橋ドラゴン）                 | 日本       |                |
| 18           | 2010年06月05日 | ☆    | 10R  | 判定 3-0     | 天笠尚（山上）                           | 日本       |                |
| 19           | 2010年10月02日 | ☆    | 12R  | 判定 3-0     | プーンサワット・クラティンデーンジム     | タイ       |                |
| 20           | 2011年01月31日 | ★    | 12R  | 判定 0-3     | 下田昭文（帝拳）                         | 日本       |                |
| 21           | 2011年08月06日 | ☆    | 5R   | TKO          | 福原力也（ワタナベ）                     | 日本       |                |
| 22           | 2012年01月14日 | ★    | 10R  | 判定 1-2     | 木村章司（花形）                         | 日本       |                |
| 23           | 2012年06月11日 | ☆    | 5R   | TKO          | 竹中良（三迫）                           | 日本       |                |
| 24           | 2013年02月20日 | △    | 12R  | 判定 2-1     | シリロ・エスピノ                         | フィリピン |                |
| 25           | 2013年06月28日 | ☆    | 12R  | 判定 3-0     | 石川昇吾（新日本木村）                   | 日本       |                |
| 26           | 2013年10月14日 | ★    | 12R  | 判定 0-3     | 天笠尚（山上）                           | 日本       |                |
| テンプレート |                |      |      |              |                                          |            |                |

## 獲得タイトル
- 第56代日本フェザー級王座（防衛1=返上）
- WBA世界スーパーバンタム級レギュラー王座（防衛0=正規王座に認定）
- WBA世界スーパーバンタム級王座（防衛0）
- 第43代OPBF東洋太平洋フェザー級王座（防衛0）